# Dieter G. Weiss

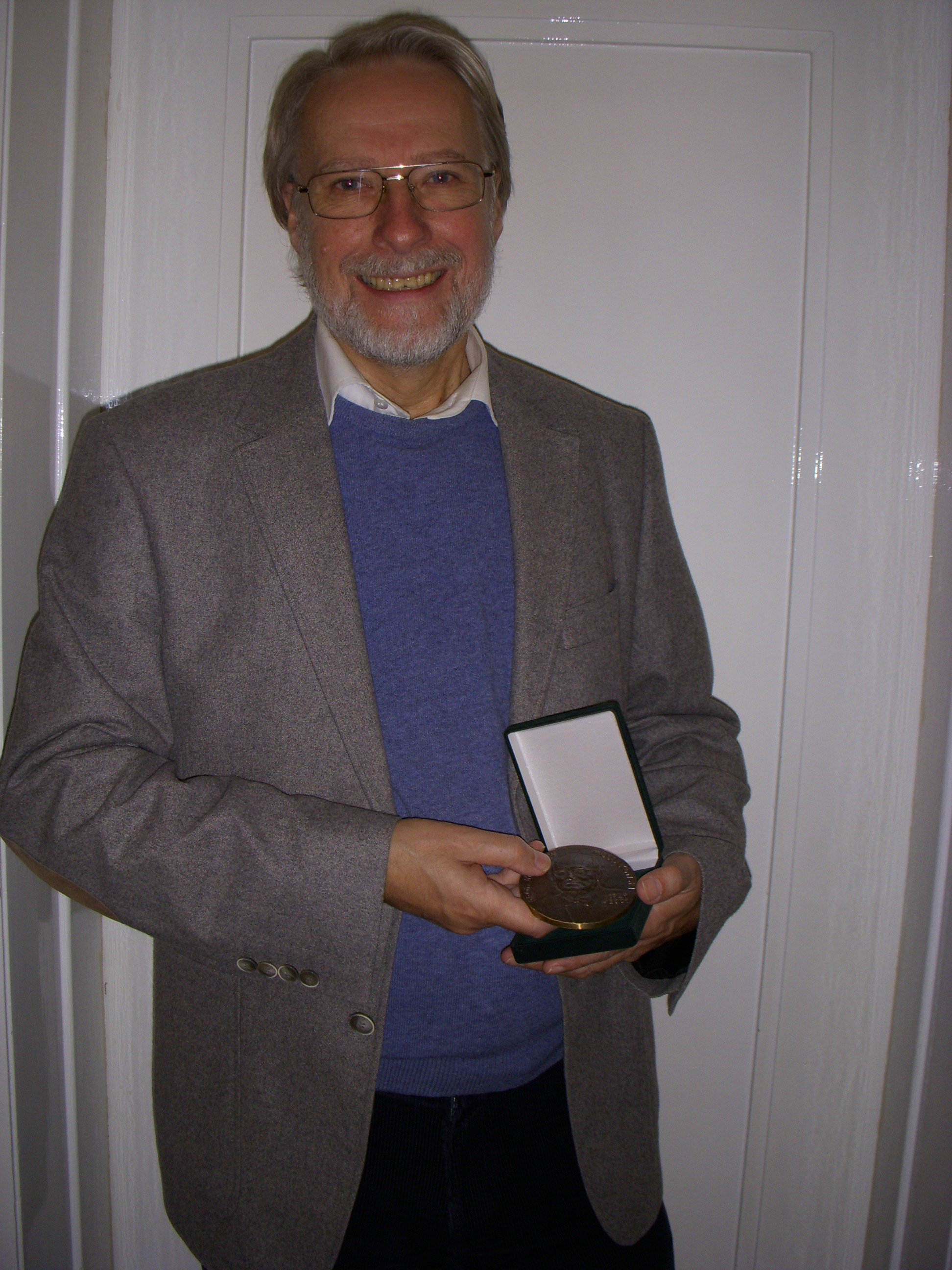
Dieter G. Weiss

Dieter G. Weiss (* 3. Oktober 1945 in München) ist ein deutscher Physiologe, der im Bereich der Biosystemtechnik tätig ist. 

## Leben
Dieter G. Weiss studierte Biologie in München und Tübingen. 1976 wurde er an der LMU München promoviert und 1982 habilitiert. Nach akademischen Tätigkeiten und Leitungspositionen in Deutschland und den USA hatte er seit 1993 bis zu seiner Emeritierung 2011 den Lehrstuhl für Tierphysiologie am Institut für Biowissenschaften der Universität Rostock inne.
Die Forschungs- und Arbeitsgebiete sind Physiologie des Nervensystems von Vertebraten und Invertebraten, Funktion der Nervenzelle, Biosystemtechnik, Rekonstruktion neuronaler Systeme, Lichtmikroskopie an der Auflösungsgrenze und Umwelttoxikologie.

## Mitgliedschaften
- Academican (Fellow) of the International Academy of Science
- Begründer des „Forschungsverbund Mecklenburg-Vorpommern e.V.“
- Mitglied im Wissenschaftlichen Beirat des Umweltministeriums Mecklenburg-Vorpommern (bis 2007)
- American Society of Cell Biology (ASCB)
- International Brain Research Organization (IBRO)

## Preise
- 1992: Max-Planck-Forschungspreis der Alexander-von-Humboldt-Stiftung und der Max-Planck-Gesellschaft, zusammen mit Sergei A. Kuznetsov (Lomonossow-Universität Moskau)

## Bücher
- Dieter G. Weiss (Hrsg.): Axoplasmic Transport. Springer, Berlin 1982, ISBN 3-540-11662-1.
- Dieter G. Weiss, A. Gorio (Hrsg.): Axoplasmic Transport in Physiology and Pathology. Springer, Berlin 1982, ISBN 3-540-11663-X.